# Porucznik Columbo

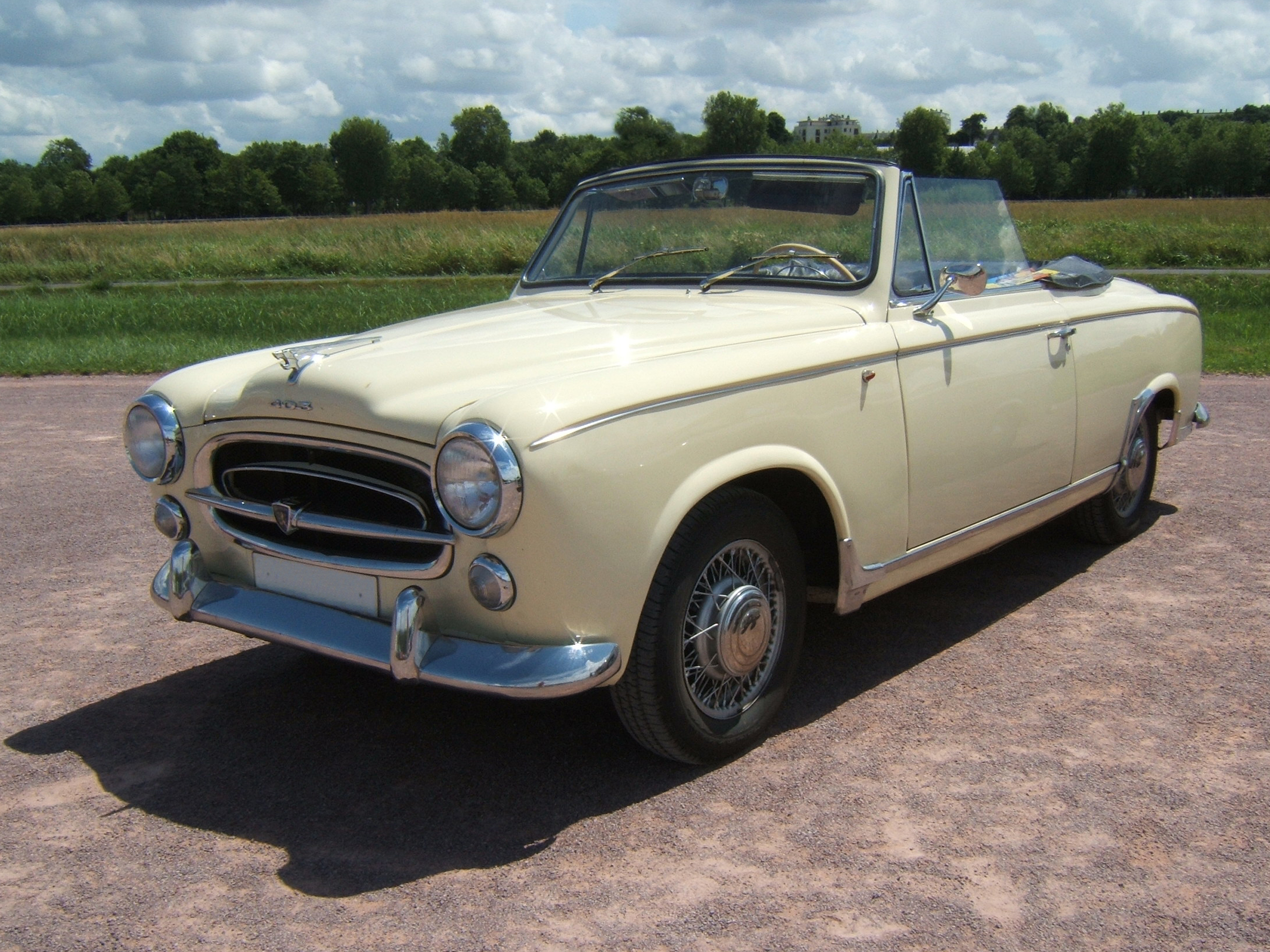
Peugeot 403 kabriolet, takim europejskim samochodem porusza się porucznik Columbo

Porucznik Columbo – fikcyjny policjant, bohater amerykańskiego telewizyjnego serialu kryminalnego pod tytułem Columbo, pracujący w wydziale zabójstw policji Los Angeles. Rolę odtwarzał Peter Falk. Serial był wyświetlany w USA (z przerwami) w latach 1968–2003.
W przeciwieństwie do innych kryminałów, w serialu Columbo na początku odcinka (od tej zasady były wyjątki) widz dowiaduje się, kto jest mordercą, a następnie obserwuje kolejne fazy śledztwa prowadzonego przez tytułowego porucznika (tzw. „odwrócony kryminał”).

## Opis postaci

### Biografia i charakterystyka
Porucznik Columbo urodził się w Nowym Jorku. Jest Amerykaninem pochodzenia włoskiego. Odbył służbę wojskową podczas wojny koreańskiej, a następnie wstąpił do nowojorskiej policji. W 1958 roku przeprowadził się do Los Angeles, gdzie ukończył szkołę oficerską.
Columbo jest niepozorny, szczupły, niskiego wzrostu. Nie nosi munduru policyjnego. Ubiera się stale w taki sam garnitur, krawat i płaszcz, które nie zawsze są czyste. Jest roztargniony. Cierpi na wiele przypadłości, m.in. lęk wysokości, chorobę morską oraz lęk przed szpitalem i zabiegami medycznymi. Nie umie pływać. Nie nosi broni i nie potrafi z niej strzelać, trzyma ją w komendzie. Jest marnym kierowcą. 
Gdy poznajemy Columbo, jest mężczyzną w wieku około 40 lat. Przez cały czas trwania serialu nie awansował. W serialu nigdy nie pada imię porucznika Columbo, natomiast w jednym z odcinków, na dokumencie tożsamości porucznika widnieje imię Frank.
W serialu Columbo często wspomina o swojej żonie, która nie wystąpiła w żadnym z odcinków. Żona porucznika występuje w tytule epizodu (Rest In Peace, Mrs Columbo). W odcinku tym zainscenizowany jest pogrzeb Pani Columbo po to, by porucznik mógł wydobyć przyznanie się do winy morderczyni.
Columbo wspomina w odcinku Any Old Port in a Storm, iż posiada dziecko. Z kolei w odcinku Mind over Mayhem używa liczby mnogiej, mówiąc o swoich dzieciach. W odcinku Rest in Peace, Mrs. Columbo z dziewiątej serii serialu zaprzecza, jakoby miał mieć dzieci, ale ma to związek z tym, iż celowo chce zmylić główną podejrzaną, która dybała na życie żony porucznika.

### Praca
Columbo zajmuje się morderstwami, które dotyczą osób zamożnych, przedstawicieli wyższych sfer, ludzi z show-biznesu oraz osób publicznych, gdzie podejrzanymi często są osoby równie eksponowane. „Bronią” Columbo jest jego marny wygląd i zachowanie, co powoduje, że podejrzani odnoszą się do niego z lekceważeniem, nie doceniając jego możliwości dedukcyjnych. Często nawet nie rozpoznają w nim detektywa. Porucznik często rozpoczyna znajomość z podejrzanymi, prezentując się jako osoba pogubiona i niepewna, prosi o pożyczenie drobnych przedmiotów, twierdząc, iż je zgubił. Na początku śledztwa wspomina także, że odpowiedzi są mu potrzebne do tego, by napisać raport dla przełożonego, uzasadniając swoje pierwsze pytania koniecznością wykonania pracy przy biurku. 
Columbo rozwiązuje sprawy bez użycia broni i siły fizycznej. Podejrzanych drażni swoją natrętną obecnością oraz zadawaniem wielu szczegółowych pytań. Początkowo udaje, iż wierzy w odpowiedzi podejrzanego, nawet jeżeli są mało wiarygodne lub nielogiczne. Stara się też dowiedzieć jak najwięcej o pracy zawodowej podejrzanego, często też stosuje pochlebstwa, podziwiając jego status majątkowy lub pozycję zawodową. W przypadku, gdy sprawca miał pomocnika, Columbo często stosuje strategię skłócenia partnerów, co osiąga za pomocą blefów lub sugestii, iż partner podejrzanego jako pierwszy udzieli zeznań i będzie w lepszej sytuacji. Podczas demaskowania sprawców Columbo kilka razy ryzykuje własne życie, prowokując przestępców do ataku na siebie, tym samym zdobywając ostateczny dowód ich winy.

### Stałe motywy
Do charakterystycznych cech serialu należą dziwactwa porucznika Columbo:
- niedbały ubiór, w szczególności wiecznie pomięty prochowiec,
- tanie cygaro, które niemal permanentnie pali (trzyma w ustach),
- szklane oko (protezę oka nosił grający główną rolę Peter Falk), które nadaje spojrzeniu porucznika swoiście niepokojący charakter,
- niezwykły, jak na amerykańskie warunki, europejski samochód – stary, zaniedbany, poobijany[7] i mocno zdezelowany Peugeot 403 kabriolet z 1959 roku,

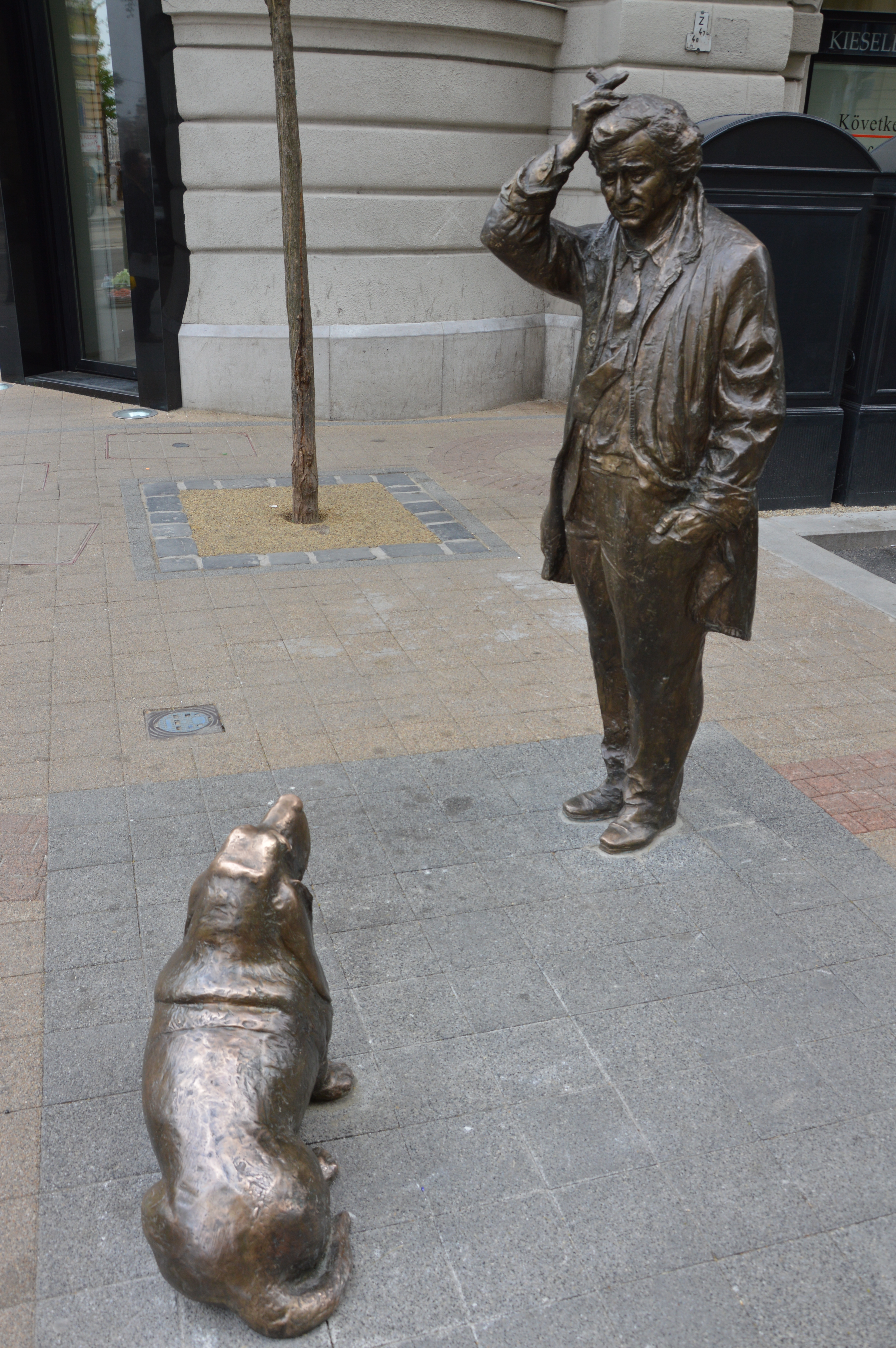
Porucznik Columbo ze swoim psem rasy basset

- niemal w każdym odcinku wspomina o swojej żonie (pani Columbo), której imienia nie poznajemy i która nigdy nie pojawia się na ekranie (nawet na zdjęciu), jednak pomogła w rozwiązaniu kilku spraw; porucznik trzykrotnie[8] rozmawiał z żoną przez telefon. W odcinku Troubled Waters pani Columbo towarzyszy mężowi podczas rejsu do Meksyku, który wygrała w loterii kościelnej. Jest wspominana przez inne postacie, jednakże sama nie pojawia się na ekranie.
- często wspomina również o innych członkach swojej rodziny (np. swoich kuzynach), opowiadając o ich życiu i zwyczajach,
- często rozmawia ze swoim otyłym psem rasy basset – zdarza się, że pies znajduje dowody zbrodni,
- udaje przed podejrzanymi roztargnienie oraz kłopoty z pamięcią, demonstrując to poprzez macanie się po kieszeniach w celu znalezienia notesu bądź ołówka, w ten sposób usypia ich czujność, jednocześnie bacznie obserwując i zapamiętując każdy detal[9],
- na początku śledztwa Columbo podziwia podejrzanych, docenia ich pozycję społeczną, pracę oraz dorobek zawodowy. W przypadku aktorów i innych ludzi tworzących kulturę porucznik ucieka się do pochlebstwa, określając siebie lub kogoś z rodziny jako fana twórczości podejrzanego[10],
- porucznik podczas śledztwa najwięcej czasu spędza na rozmowach z osobą, która jest mordercą,
- nalegając na rozmowę (dla podejrzanego, z reguły nie w porę) stwierdza, że zajmie tylko dwie minuty,
- towarzysząc podejrzanym w ich codziennych obowiązkach, prosi ich o różne przysługi, które pośrednio pomagają mu w śledztwie oraz zdradzają nawyki podejrzanych,
- Columbo wychodząc z pomieszczenia po przesłuchaniu podejrzanego, niemal zawsze odwraca się w drzwiach lub szybko powraca do pomieszczenia, mówiąc iż o czymś sobie przypomniał w ostatniej chwili i prosi o odpowiedź na „tylko jeszcze jedno pytanie”, bardzo często uzyskuje w ten sposób kluczową informację, prowadzącą do rozwiązania zagadki w śledztwie,
- Kiedy jest częstowany alkoholem przez podejrzanych, na ogół odmawia, tłumacząc że jest na służbie. Od tej reguły robi jednak wyjątki, po to by stworzyć koleżeńską atmosferę i wydobyć od podejrzanego kolejne dowody[11]. W odcinku Requiem for a Falling Star Columbo po udowodnieniu winy Norze Chandler i przyznaniu się kobiety do zbrodni, decyduje się z nią napić whisky przed odwiezieniem jej na komendę.